# Eishockeymeister im Protektorat Böhmen und Mähren
Der Eishockeymeister aus dem Gebiet des deutschen „Protektorats Böhmen und Mähren“ wurde von 1939 bis 1944 ausgespielt. Im ersten Spieljahr 1939/40 trug die Liga die tschechische Bezeichnung Mistrovství Čech a Moravy (Meisterschaft Böhmen und Mähren), in den übrigen Jahren lautete der Original-Titel Národní liga (Nationalliga). Vier Meisterschaften sicherte sich der LTC Prag, einmal wurde der 1. ČLTK Prag Meister. 1944/45 fand keine landesweite Meisterschaft mehr statt, es wurden lediglich Regionalmeisterschaften ausgetragen.

## Herren

### Titelträger
- 1940: LTC Prag
- 1941: I. ČLTK Prag
- 1942: LTC Prag
- 1943: LTC Prag
- 1944: LTC Prag